# روبرت برنس (ملحن أمريكي)
روبرت برنس (بالإنجليزية: Robert Prince)‏ هو ملحن أمريكي، ولد في 10 مايو 1929، وتوفي في 4 مارس 2007.

## وصلات خارجية
- الموقع الرسمي
- روبرت برنس على موقع IMDb (الإنجليزية)
- روبرت برنس على موقع قاعدة بيانات برودواي على الإنترنت (الإنجليزية)
- روبرت برنس على موقع قاعدة بيانات الفيلم (الإنجليزية)